# 科城街道
科城街道是中华人民共和国江苏省盐城市亭湖区下辖的一个街道办事处。

## 行政区划
科城街道下辖以下村级行政区划单位：
民富社区、东进社区、益丰社区和伍冈社区。